# Fonticulida
Fonticulida es un grupo de protistas opistocontos que son ameboides a partir del cual se extienden los filopodios. Comprende a Fonticula un moho mucilaginoso que se forma a partir de agrupaciones celulares o seudoplasmodios, una característica única entre los opistocontos y a Parvularia una ameba con características similares a Nucleariida y parasitaria que podría representar el eslabón intermediario en la evolución de Fonticula.
Inicialmente incluía al género Fonticula, hasta que en 2017 fue descubierto Parvularia que formó el grupo hermano de Fonticula por lo que ahora se le incluye en el grupo. En los árboles filogenéticos, Fonticulida junto a Nucleariida constituyen el clado Cristidiscoidea, el cual es el grupo hermano de los hongos.

## Descripción
Fonticulida hace que los cuerpos fructíferos parezcan peones o amebas en un quiste. Sus cuerpos fructíferos tienen más de una célula, lo que los hace multicelulares. Cuando no hay en un cuerpo fructífero hay 1 célula ameboide, por lo que cuando no hay en un cuerpo fructífero hay unicelular

Cuerpo fructífero de Fonticula alba